# Isothrix
Genre
Isothrix est un genre de rongeurs de la famille des Echimyidae qui comprend des espèces de rats épineux localisées en Amérique latine.
Ce genre a été décrit pour la première fois en 1845 par le zoologiste et archéologue allemand Johann Andreas Wagner (1797-1861). 

## Liste des espèces
Selon Mammal Species of the World (version 3, 2005)  (21 sept. 2012) et ITIS (21 sept. 2012)  :
- Isothrix bistriata Wagner, 1845
- Isothrix negrensis Thomas, 1920
- Isothrix pagurus Wagner, 1845
- Isothrix sinnamariensis Vie & al., 1996

En 2005, Louise Emmons révise la taxinomie et retient cinq espèces dans ce genre : Isothrix bistrata, Isothrix negrensis, Isothrix pagurus, Isothrix sinamariensis, mais aussi Isothrix orinoci traditionnellement considérée comme une sous espèce : Isothrix bistriata orinoci. 
En 2006, une nouvelle espèce est découverte en Pérou : Isothrix barbarabrownae
Selon NCBI (21 sept. 2012) :
- Isothrix barbarabrownae
- Isothrix bistriata
- Isothrix negrensis
- Isothrix orinoci
- Isothrix pagurus
- Isothrix sinnamariensis